# Abilene-Paradox
Das Abilene-Paradox ist ein Paradoxon, bei dem eine Gruppe von Menschen sich kollektiv zu einer Handlung entschließt, die der persönlichen Präferenz jedes einzelnen Gruppenmitglieds zuwiderläuft.
Das Paradox beruht auf einem typischen Versagen der Gruppenkommunikation, wobei jedes Gruppenmitglied irrtümlicherweise glaubt, seine eigene Einstellung würde denen der anderen Personen widersprechen, und deshalb keine Einwände vorbringt.

## Ursprung
Der Begriff Abilene-Paradox wurde 1974 von Jerry B. Harvey, Professor für Betriebswirtschaft an der George Washington University, in seinem Artikel The Abilene Paradox and other Meditations on Management eingeführt. Der Name nimmt Bezug auf eine Anekdote, anhand derer Harvey das Paradox veranschaulicht:

„An einem heißen Nachmittag spielt eine Familie in Coleman in Texas auf einer Terrasse Domino, als der Schwiegervater vorschlägt, zum Abendessen ins 53 Meilen nördlich gelegene Abilene zu fahren. Die Frau sagt: ‚Das klingt nach einer guten Idee.‘ Obwohl er Bedenken wegen der langen Fahrt und der Hitze hat, denkt der Ehemann, er müsse seine Interessen für die Gruppe zurückstellen und sagt: ‚Klingt für mich auch gut. Ich hoffe nur, deine Mutter will mitfahren.‘ Die Schwiegermutter sagt: ‚Natürlich will ich fahren. Ich war schon lange nicht mehr in Abilene‘.
Die Fahrt ist lang, heiß und staubig. Als sie in der Cafeteria ankommen, ist das Essen genau so schlecht wie die Fahrt. Vier Stunden später kommen sie völlig erschöpft wieder nach Hause.
Einer von ihnen sagt unehrlich: ‚Es war ein toller Ausflug, oder nicht?‘ Die Schwiegermutter sagt, sie wäre in Wahrheit lieber zu Hause geblieben, sei aber mitgekommen, weil die anderen drei so begeistert waren. Der Mann sagt: ‚Ich war nicht begeistert, das zu tun, was wir taten. Ich wollte nur den Rest von euch zufriedenstellen.‘ Die Frau sagt: ‚Ich bin auch nur mitgekommen, um euch glücklich zu machen. Ich hätte verrückt gewesen sein müssen, um in der Hitze nach draußen gehen zu wollen.‘ Der Schwiegervater sagt schließlich, er hätte den Vorschlag nur gemacht, weil er dachte, die anderen seien gelangweilt gewesen.
Die ganze Gruppe ist verblüfft, dass sie beschlossen haben, einen Ausflug zu machen, den keiner von ihnen wollte. Sie hätten es alle vorgezogen, gemütlich zu Hause zu bleiben, wollten es aber nicht eingestehen, als noch Zeit dazu war.“

## Gruppendenken
Das Abilene-Paradox ist mit dem Konzept des Gruppendenkens verwandt. Es wird durch die sozialpsychologischen Theorien von sozialer Konformität und Wahrnehmung erklärt, die darauf hindeuten, dass Menschen sich oft nur ungern gegen die Meinung der Gruppe stellen. In ähnlicher Weise beschreiben psychologische Theorien, wie versteckte Motive hinter den Aussagen und Handlungen von Personen stehen können, nur weil diese nicht fähig sind, ihre Gefühle und Wünsche offen zu äußern.

## Anwendung der Theorie
Die Theorie wird gerne benutzt, um schlechte geschäftliche Entscheidungen zu erklären. Auch in Management-Seminaren gemeinsam getroffene Entscheidungen werden teils daraufhin analysiert, ob sie tatsächlich von den einzelnen Gruppenmitgliedern so gewollt oder nur eine Folge des Gruppendenkens waren.